# Cartajima
Cartajima er en by og kommune i det sydlige Spanien i provinsen Málaga. Den har et indbyggertal på 229 (2024) indbyggere.